# Osiris (Reaktor)
Osiris ist ein ehemaliger französischer Kernforschungsreaktor (Schwimmbadreaktor), der 1966 beim CEA im Kernforschungszentrum von Saclay in Betrieb genommen und im Dezember 2015 abgeschaltet wurde. Er war Teil der Basic Nuclear Installation No. 40 (INB 40) der CEA welche per Dekret vom 8. Juni 1965 genehmigt wurde. Mit einer thermischen Leistung von 70 MW wurde er aufgrund seines hohen Neutronenflusses zur Untersuchung von Materialien und Brennstoffen für Kernkraftwerke eingesetzt, insbesondere um diese im Rahmen der Lebensdauerverlängerung zu qualifizieren. Es wurden auch  Radionukleide für die Industrie und medizinische Zwecke produziert. Darunter war Technetium 99m, für das er einer von nur sechs Herstellern weltweit war und dotiertes Silizium für die Halbleiterproduktion.

## Aufbau und Betrieb
1964 begannen die ersten Bauarbeiten an Osiris und seinem Modellreaktor Isis. Die Inbetriebnahme des Reaktors Isis erfolgte am 28. April 1966 und die von Osiris am 8. September 1966. Nach zweijährigem Betrieb mit 50 Megawatt (MW) wurde 1968 die thermische Nennleistung von 70 MW erreicht. In den 1970er Jahren wurden Bouygues und Technicatome, beides CEA-Partner, beauftragt, den Osirak - Reaktor (eine Kopie von Osiris) im Irak zu bauen. Dieser wurde 1981 vor Fertigstellung von der israelischen Armee und erneut 1991 von der amerikanischen Armee zerstört.

### Kernbrennstoffe
Von 1966 bis Anfang 1980 wurde der Reaktor mit zu 93 % angereichertem Uran-Aluminium-Brennstoff betrieben. Von 1980 bis 1994 wurde Osiris mit einem mit 7 % angereichertem Uranoxid (UO2)-Brennstoff namens Caramel betrieben. Die allmähliche Umstellung des Reaktors auf einen anderen schwach angereicherten Brennstoff namens Siliciure (U3Si2-Al mit 19,75 % Uran -235) begann im Januar 1995 und wurde im April 1997 abgeschlossen. Die Möglichkeit der Umstellung auf neue Kernbrennstoffe war das Ergebnis vorheriger Tests und Untersuchungen am Modellreaktor Isis.

## Betriebsende
Im Jahr 2008 schätzte die ASN, dass Osiris bis spätestens 2015 abgeschaltet werden sollte und forderte eine Reihe von Sicherheitsarbeiten. Er sollte eigentlich durch den im Bau befindlichen Jules Horowitz Reaktor in Cadarache ersetzt werden. Von 2008 bis 2010 wurde Osiris in einem Projekt mit dem Namen Aménophis einer Reihe von Renovierungsarbeiten unterzogen – 2,5 Monate Stillstand im Jahr 2008, 4 Monate im Jahr 2009 und 5 Monate im Jahr 2010 – die mit dem Neustart des Reaktors am 18. November 2010 endeten. Im Jahr 2011 war ASN der Ansicht, dass die durchgeführten Arbeiten die gesetzten Ziele erfüllten, und stellte keine Faktoren fest, die gegen den Betrieb des Reaktors bis 2015 sprechen könnten. Der Reaktor wurde dann Ende des Dezember 2015 endgültig abgeschaltet.